# Oku-Noto Triennale
Das Kunstfestival Oku-Noto Triennale (japanisch 奥能登芸術祭) findet alle drei Jahre in Suzu, Japan statt. Zeitgenössischen Künstler installieren ortsspezifische Werke, in Stadt, Landschaft und Region. Während der Veranstaltung bieten Anwohner Führungen und Vorträge an. Das Festival fand erstmals 2017 statt. Einige der Werke verbleiben dauerhaft auf dem Gelände und sind für die Öffentlichkeit zugänglich.

## Ort
Die Stadt Suzu liegt in der Präfektur Ishikawa auf der Insel Honshū. Suzu ist mit 15.000 Einwohnern die kleinste und am dünnsten besiedelte Stadt auf Honshu. Im Grunde genommen ist es eine Gruppe von Küstendörfern. Suzu liegt an der Spitze der Noto-Halbinsel, die in das Japanische Meer hineinragt, wo warme und kalte Meeresströmungen aufeinandertreffen. Es ist einer der isoliertesten Orte Japans. Das Festival betitelt sich selber als: „Ein führendes Kunstfestival am äußersten Ende der Welt.“ Die Landschaft, die man als „vergessenes Japan“ bezeichnen könnte, ist ein „etwas überraschender Ort“ für ein Festival für zeitgenössische Kunst. Anwohner bieten Führungen und Vorträge an, die die Lücke zwischen zeitgenössischer Kunst und dem Erbe der Region schließen.
Die Kunstinstallationen sind nicht nur über Stadt und Umgebung positioniert, sondern in umliegenden Küstenstädten der gesamten Region, von der Sotoura bis zur Uchiura. Die Kulturlandschaft und Biodiversität dieser Küstenlandschaften sind authentisch erhalten. Das Festival setzt zeitgenössische Kunstinstallationen vor eine Kulisse aus unberührter Natur, Meerblick und Satoyama-Bergfeldern. Fischfang, Stickereien, aber vor allem die Salzherstellung ist ein typisches Handwerk der Gegend. Das hier verbreitete „Aenokoto-Ritual“ (Ritual unter Reisbauern) ist als immaterielles Kulturerbe der UNESCO eingetragen.
Für mehrere hundert Jahre geschäftiger Seehafen, verlor Suzu seit 1954 bereits die Hälfte seiner Einwohner, als Tribut an die Modernisierung des Landes. Die Stadt sieht sich mit einer alternden Gesellschaft konfrontiert. Im Kapitalismus läuft jeder Ort Gefahr, homogenisiert zu werden. Suzu könnte eine Plattform für die Akzeptanz von Individualität werden. Nicht zuletzt wegen der Oku-Noto Triennale ist die Region Noto mittlerweile als „Festival-Halbinsel“ bekannt.

## Konzept
Die Veranstaltungen sollen zur Wiederbelebung der Stadt Suzu und der Region beitragen. Mit einem Kunstfestival werden die natürlichen und kulturellen Ressourcen genutzt. Es zeigt die kulturelle Beziehung zwischen dem Archipel und dem japanischen Kontinent. Das Festival bietet Besuchern eine neue Art, das Kap Oku-Noto zu erkunden. Traditionelle Kultur der Region und zeitgenössische Kunst „treten in Resonanz“.
Kunstfestivals dieser Art vermögen die Entvölkerung einer Gegend im Laufe der Zeit bekämpfen, wenn das Festival sich zunehmend in die Identität der Gemeinde integriert. Die Veranstaltung soll die bestehenden Bewohner erhalten und zusätzlich junge Menschen anziehen. Deshalb werden Einheimische in das Festival mit einbezogen. Das Festival wird eng mit langjährigen Einwohnern geplant und größtenteils von ihnen geleitet. Das Stadtamt organisierte die Budgetierung, Infrastruktur, Freiwilligenarbeit und Aufklärungsgespräche mit Ortsvorstehern und Einwohnern. Im Rahmen eines ganzheitlichen, wirtschaftlichen Konzepts baut die Stadt mit lokalen Unternehmen Hotellerie, Gastgewerbe und Transportwesen aus.
Das Festival bringt anerkannte nationale und internationale Künstlern mit den Einwohnern der Region zusammen. Die Künstler entdecken den Ort und seine Menschen. Zu Beginn fiel es den Bewohnern schwer, sich ihre Rolle beim Festival vorzustellen. Als Veranstaltungsorte gewählt und einzigartige Kunstwerke für die Region geschaffen wurden, nahm die Teilnahme der Einheimischen zu. Spätestens ein Jahr vor der Eröffnung begannen die Bewohner die Projekte als ihre anzusehen, auch wenn das Verständnis für die moderne Kunst nicht immer gegeben war. Die Einwohner leiten Bustouren, stempeln Besucherpässe, informieren die Besucher. Ältere Bewohner wurden zu Führern der Region ausgebildet. Während der Festivalzeit war zu beobachten, dass Ausstellungsorte von den Besuchern umso gefragter waren, je mehr die Einwohner involviert waren. Die Bewohner erleben die vernachlässigten Orte mit neuem Leben.
Bereits nach dem ersten Festival im Jahr 2017 konnte konstatiert werden, dass sich die Besucheranzahl in der Region erhöht hat und der Bevölkerung das Potential ihrer Ressourcen aufgezeigt wurde.

## Organisation
Organisator ist das Oku-Noto Triennale Exekutivkomitee. Bisher ist der Vorstandsvorsitzende der Bürgermeister von Suzu, Masuhiro Izumiya. Als Kuratoren fungieren Fram Kitagawa und Katsumi Asaba. Kitagawa, Generaldirektor des Festivals, verfügt über mehr als 20 Jahre Erfahrung.
Er initiierte bereits die Echigo-Tsumari Art Triennale, in der es ebenfalls darum geht, durch kreative, moderne Kunst, Einheimische, Umgebung und Kulturgeschichte einer ländlichen Gegend mit Außenstehenden zu verbinden. Weiterhin eingebunden sind Vertreter der Japan Advanced Institute of Science and Technology / Soka University und dem Kanazawa College of Art.

## Ausstellungsorte

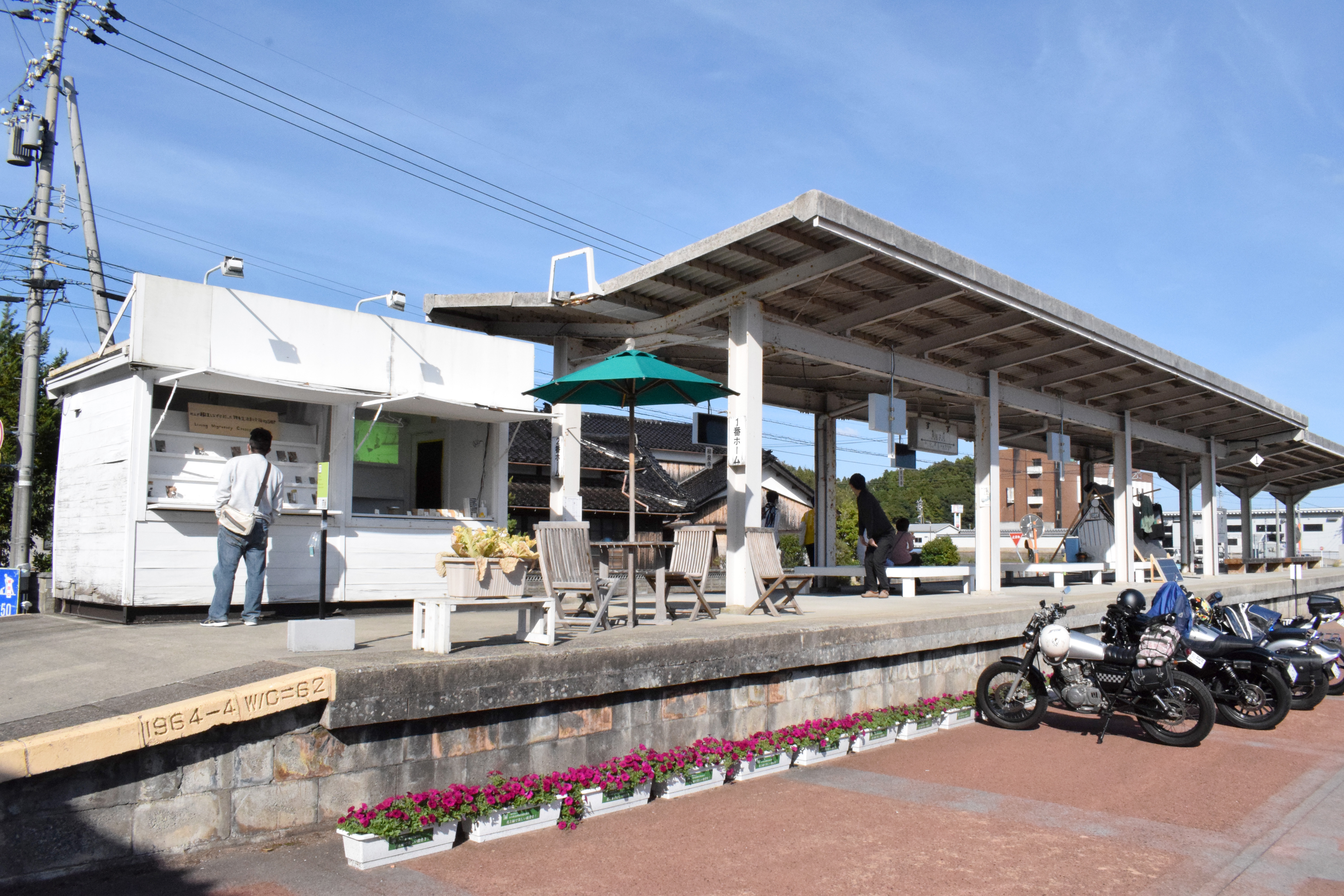
Living Migratory Crosspoint von Satoshi Murakami auf einer ehemaligen Station der Noto-Eisenbahn (2021)

Die Kunstwerke sind an ungenutzten Orten der Stadt positioniert, in öffentlichen Sälen, alten Schulen oder Bahnhofsgebäuden, in den Ruinen historischer Handelshäuser oder einem ungenutzten Kino. Eisenbahngleise und ein Abschnitt der Eisenbahnstrecke der „Noto Railway Line“ (seit 2005 wegen Fahrgastmangel stillgelegt) wurden als Ausstellungsfläche einbezogen. Ehemalige Stationen wurden mit Kunstwerken ausgestattet. Einige Exponate auf dem Land sind nur schwer zu erreichen. So muss der Besucher für die Betrachtung der Installation „Go Ashore“ (2017) von Tomoko Konoike an der Küste von Shakuzaki beispielsweise einen zwanzig minütigen Fußmarsch in Kauf nehmen.

## 2017
Die erste Oku-Noto Triennale fand vom 3. September 2017 bis zum 22. Oktober 2017 statt. Zum Drucktermin des Ausstellungshandbuchs waren die Kunstwerke noch nicht fertiggestellt, so dass sie als Skizzen abgedruckt werden mussten. Den Künstlern gelang es, Geschichte, Besonderheiten, Charme und Reichtum jedes Stadtteils zum Ausdruck zu bringen. 2017 waren die Exponate auf 37 Standorte verteilt.
Der Businessplan von 2015 nannte die Summe von 300 Millionen Yen, mit geschätzten 30.000 Besuchern. Die Einschätzungen wurden mit 71.260 Besuchern, einem Gesamtumsatz von 80 Millionen Yen und einem geschätzten wirtschaftlichen Effekt von 520 Millionen Yen übertroffen. Neun Kunstwerke blieben anschließend bis Februar 2019 dauerhaft installiert, was weitere 5.500 Touristen anlockte.

### Künstler
Es nahmen 29 Parteien aus Japan und zehn aus anderen Ländern teil.
- Adel Abdessemed (Algerien/Frankreich)
- Allora & Calzadilla (Puerto Rico)
- Katsumi Asaba (Japan)
- Shoko Aso (Japan)
- Basurama-Collective (Spanien)
- Wu Chi-Tsung & Chen Shu-Chiang (Taiwan)
- Takafumi Fukasawa (Japan)
- Eat&Art Taro (Japan)
- Kodue Hibino (Japan)
- Gimhongsok (Korea)
- Yui Inoue (Japan)
- Naoki Ishikawa (Japan)
- Takahiro Iwasaki (Japan)
- Bunpei Kado (Japan)
- Kanazawa College of Art Project Team Suzupro (Japan)
- Tatsuo Kawaguchi (Japan)
- Maki Kijima (Japan)
- Tomoko Konoike (Japan)
- Aleksander Konstantinov (Russland)
- Masayoshi Koyama (Japan)
- Jianghua Liu (China)
- Rikuji Makabe (Japan)
- Kazuko Murao (Japan)
- Koji Nakase (Japan)
- Yoshitaka Nanjo (Japan)
- Noto Aburi Project (Japan)
- Eko Nugroho (Indonesien)
- Ondekoza (Japan)
- Ongoing Collective (Japan)
- Raqs Media Collective (Indien)
- Tobias Rehberger (Deutschland)
- Rikigosan (Japan)
- Masami Sakamaki (Japan)
- Hiraki Sawa (Japan)
- Chiharu Shiota (Japan/Deutschland)
- Daisuke Takekawa (Japan)
- Nobuyuki Tanaka (Japan)
- Gyoko Yoshida & Kinoura Meeting (Japan)
- Ohji Yoshino (Japan)
- Toukuro Miyake & Waizumiryu Souke (Japan)

## 2020+
Aufgrund der Corona-Pandemie fand das für Herbst 2020 vorgesehene Festival erst vom 4. September – 24. Oktober 2021 statt und wurde noch bis zum 5. November 2021 verlängert. Der Termin wurde bewusst so geplant, dass er mit der lokalen Matsuri-Festivalsaison zusammenfiel. Der Titel der Triennale wurde wegen der zeitlichen Verschiebung in „Oku-Noto Triennale 2020＋“ abgewandelt. Der Veranstalter ließ verlauten, dass die Künstler durch die längere Vorbereitungszeit ihre Werke noch enger mit dem lokalen Charakter verbinden konnten. Präsentiert wurden Werke, die modernste Sichtweisen widerspiegeln. Die Triennale sollte die Menschen nach der Pandemie wieder zueinander führen. Manche Kunstwerke konnten bis 2023 angesehen werden.
Für die Ausstellung wurden 80.000 Besucher erwartet.

### Künstler
Um die 50 Künstler aus 16 Ländern haben teilgenommen.
- Ayako Kuno (Japan)
- Can Tamura (USA/Japan)
- Aleksander Konstantinov (Russland)
- Carlos Amorales (Mexiko)
- Carsten Nicolai (Deutschland)
- Chen Si (China)
- Chiharu Shiota (Japan/Deutschland)
- Claire Healy, Sean Cordeiro (Australien)
- David Spriggs (Kanada)
- Dylan Kwok (Hong Kong)
- Fernando Foglino (Uruguay)
- Hiraki Sawa (Japan/England)
- Hiroshi Hara (Japan)
- Kamikuromar: Koji Nakase, Daisuke Takekawa, Masami Sakamaki, Yukari Udo, Koji Doi (Japan)
- Katsumi Asaba (Japan)
- Kayako Nakashima (Japan)
- Keita Mori (Japan)
- Kenichi Obana (Japan)
- Kenichi Shikata (Japan)
- Kimsooja (Korea)
- Kodue Hibino (Japan)
- Liu Jianghua (China)
- Maki Kijima (Japan)
- Masahiro Hasunuma (Japan)
- Masaya Hashimoto (Japan)
- Michiko Nakatani (Japan)
- Mitsugu Sato (Japan)
- Miyuki Takenaka (Japan)
- Moon Kyungwon & Jeon Joonho (Korea)
- Motoi Yamamoto (Japan)
- Naoki Ishikawa (Japan)
- Nobuyuki Tanaka (Japan)
- Noe Aoki (Japan)
- OBI (Japan)
- Noto Aemono Project (Japan)
- Oscar Oiwa (Brasilien)
- Raqs Media Collective (Indien)
- RIKIGOSAN (Japan)
- Saori Miyake (Japan)
- Satoshi Murakami (Japan)
- Simon Starling (England)
- Simon Vega (El Salvador)
- Subodh Gupta (Indien)
- SUZUPRO at Kanazawa College of Art (Japan)
- Takuma Imao (Japan)
- Tatsuo Kawaguchi (Japan)
- Teppei Kaneuji (Japan)
- Tobias Rehberger (Deutschland)
- Tu Wei-Cheng (Taiwan)
- Umitaro Abe (Japan)
- World Dirt Association (Japan/Singapore)
- Yoshitaka Nanjo (Japan)
- Yuki Okawa (Japan)
- Yukihisa Isobe (Japan)

## 2023
De Veranstaltung im Jahr 2023 fand vom 26. September bis 12. November statt.

## Kunstwerke (Auswahl)
Künstler können mit Installationen, darstellender Kunst oder unter freiem Genre teilnehmen. Voraussetzung ist, dass die gezeigte Arbeit Suzus Natur, Geschichte, Kultur, Klima, Landschaft usw. hervorheben. Achtzehn Werke verblieben als Dauerwerke in der Stadt und können besichtigt werden.

### Alexander Konstantinov: „53 Bus Station of Suzu“ (2017)
(deutsch „Suzu Bushaltestellen der Linie 53“)

Vier Buswartehäuschen in Suzu wurden vom Künstler mit Aluminiumprofilen individuell verkleidet. Der Künstler assoziiert Suzu mit Perlen und kreierte daraus das Konzept, die Bushäuschen wie eine Muschel einzuhüllen. In drei Monaten Arbeit, gelang es ihm „nicht nur ein Kunstobjekt zu erschaffen, sondern etwas Nützliches für die Anwohner“, so der Künstler. Die Formen werden durch Ort, Namen, Landschaft und die Aspekte japanischer Architektur bestimmt. Eine Arbeit zwischen Mathematik, Architektur und Kunst.

### Satoshi Murakami: „Living Migratory Crosspoint“ (2021)
(deutsch „Lebender Migrations-Kreuzpunkt“)

Der Künstler lebte während der Ausstellung auf einer ehemaligen Suzu Eisenbahn-Station der Noto-Eisenbahn. Dort produzierte er eigenen Strom und Gemüse. Er zeigte Zeichnungen und Videoaufnahmen eines Fußmarsches, auf dem er ein kleines Styroporhaus getragen und nachts abgestellt hat. Darüber hinaus verkaufte er Gegenstände, die er unterwegs gefunden hat. Der Künstler nutzt sein Leben und Körper, um der kapitalistischen Gesellschaft eine Form des freien Handels und Austauschs zu präsentieren.

### Tobias Rehberger: „Something Else is Possible“ (2017)
(deutsch „Es geht auch anders“)

Eine riesige, lineare, gedrehte Regenbogenskulptur thront auf einem Erdhaufen. Diese Spirale nimmt Bezug auf das Werk „Cóatl“ von Helen Escobedo. Im Inneren von Rehbergers Arbeit ein Teleskop, durch das der Betrachter auf eine für den Künstler typische bunte Leuchtbotschaft blickt: „Something Else is Possible“. Viele Besucher wanderten die stillgelegten Gleise entlang, auf die Botschaft zu. Auch wenn die Arbeit Raum für Interpretation zulässt, kann sie als Blick und Reise von der Vergangenheit in die Gegenwart und Zukunft der Region gedeutet werden. Die Installation wurde beschrieben als „auffälliges Stück mit einer einfachen, kraftvollen Botschaft“.

### Chiharu Shiota: „The Boat Which Carries Time“ (2017)
(deutsch „Das Boot, das die Zeit trägt“)

Suzu ist die einzig verbliebene Region in Japan für die Salzproduktion im Agehama-Stil. Der für diese Salzproduktion hochwertige Sand wird mit Booten zu den Salzfeldern transportiert. Die Künstlerin fühlt sich ihren Wurzeln in den Salzfeldern der Region stark verbunden. Als Ausstellungsort wählte sie einen alten Kindergarten mit Blick auf die Küste. Im Zentrum des Raumes platzierte sie ein Sandboot. Rote Fäden ziehen sich von dort aus über die Decke durch den gesamten Raum. Sie spinnen, so heißt es, die Geschichte der Menschen, die diese Tradition der Salzgewinnung bewahren. Das Kunstwerk wurde im Jahr 2017 erstellt und kann immer noch besichtigt werden.

## Galerie

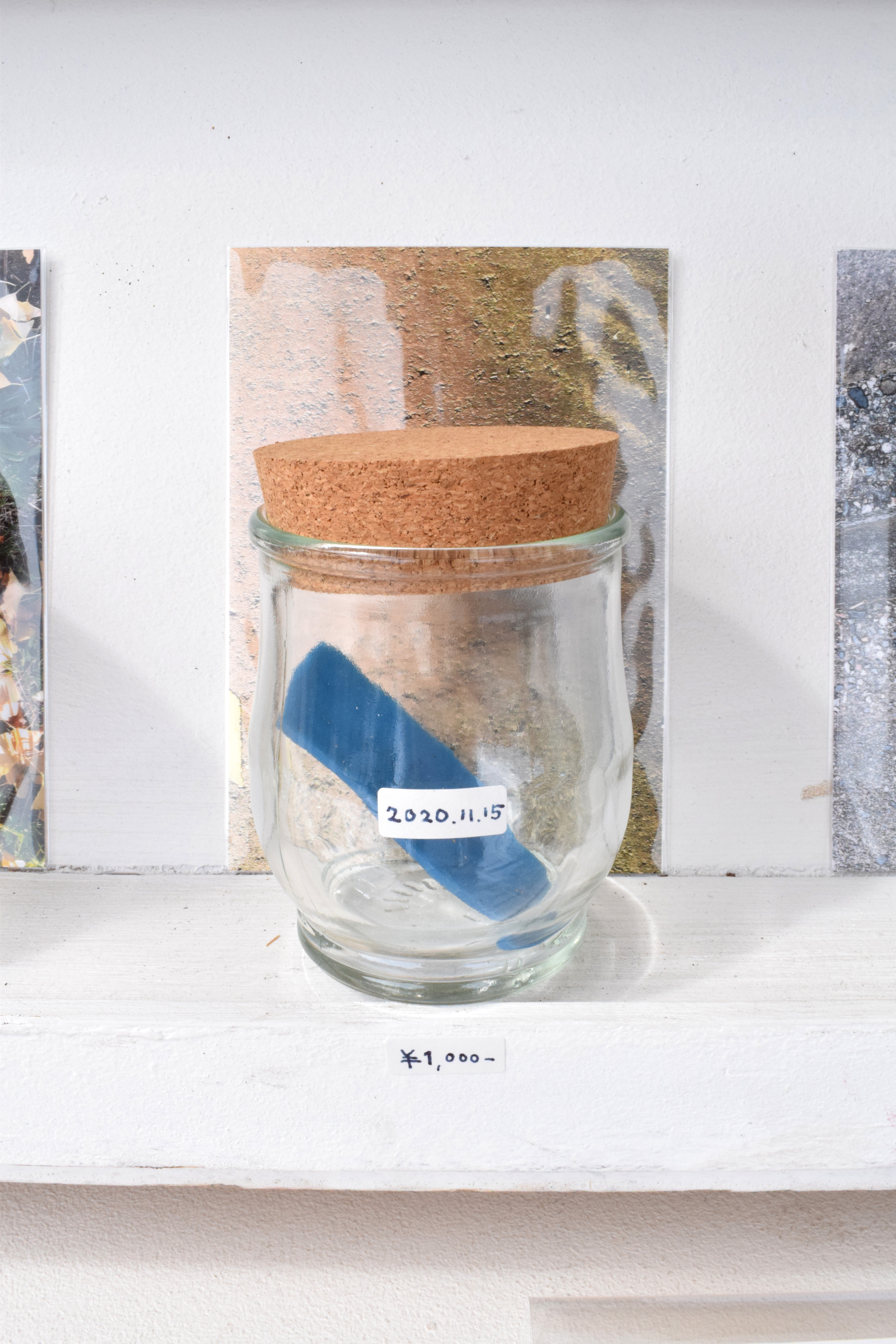
Detailansicht des Verkaufsstands des Kunstwerks Living Migratory Crosspoint von Satoshi Murakami, 2021